# 영원한 것은 없다 (영화)
《영원한 것은 없다》(영어: Nothing Lasts Forever)는 1995년 11월 5일에 CBS에서 방영된 미국의 2부작 텔레비전 드라마 스릴러 영화이다.
시드니 셸던의 소설 《영원한 것은 없다》(Nothing Lasts Forever)를 극화한 텔레비전 드라마로서 미국 샌프란시스코에 위치한 엠바카데로 카운티 병원(Embarcadero County Hospital)에서 일하는 3명의 여자 의사들과 관련된 사건에 대한 이야기를 소재로 하고 있다. 대한민국에서는 1999년 6월 21일부터 6월 22일까지 KBS 2TV에서 밤 9시 50분부터 11시 30분까지 1시간 40분 동안에 걸쳐 특선 월화 미니시리즈 형식으로 방영되었다.

## 등장 인물
- 게일 오그래디: 페이지 테일러(Page Taylor) 역
- 브룩 실즈: 베티 루 태프트(Betty Lou Taft) 역
- 바네사 윌리엄스: 케이트 "캣" 헌터(Kate "Kat" Hunter) 역
- 그레고리 해리슨: 벤저민 "벤" 월리스(Benjamin "Ben" Wallace) 역
- 로이드 브리지스: 존 크로닌(John Cronin) 역
- 스티븐 카프리: 제이슨 커티스(Jason Curtis) 역
- 제럴드 맥레이니: 로런스 바커(Lawrence Barker) 역
- 크리스 노스: 켄 멀로리(Ken Mallory) 역